# Semiothisa birecta
Semiothisa birecta là một loài bướm đêm trong họ Geometridae.